# Északkeleti Egyetem Mérnöki Főiskola
Az Északkeleti Egyetem Mérnöki Főiskoláját 1909-ben alapították. Az intézményt a mérnöki, informatikai és természettudományi intézményeket értékelő ABET akkreditálta.

## Története
1901 körül a bostoni YMCA esti iskolájában mérnöki képzéseket indítottak. A Kooperatív Mérnöki Intézet 1909-ben nyílt meg. Carl Ell leendő rektor 1910-től az intézet munkatársa; 1912-től az Építőmérnöki Tanszék vezetője, 1917-től pedig a Mérnöki Főiskola dékánja. Nevéhez fűződik a kooperatív képzés szerves integrációja: regnálása első évében a hallgatók és az iparági partnerek számát is megduplázta.
A főiskola 1920-tól bocsáthat ki okleveleket, azonban 1936-ban a teljes akkreditációt a zsúfolt tantermek, a nem megfelelő laboratóriumi körülmények és a túl rövid képzés miatt megtagadták. Az újonnan megalakult Northeastern University Corporation kuratóriuma csökkentette a YMCA befolyását; a képzési időt öt évre növelték, és az intézményt önálló épületbe költöztették.

## Kampusz
A főiskola székhelye a Snell épület, amely nevét a létesítményt finanszírozó George és Lorraine Snellről kapta. 2017-ben a Columbus sugárúton megnyílt az Interdiszciplináris Tudományos és Mérnöki Komplexum, ahol tantermek és laboratóriumok találhatóak. A tervezett bővítés (EXP) keretében az intézmény alapterülete 33 ezer négyzetméterrel nő.

## Oktatás
A főiskola 65-féle képzést kínál felsőoktatási szakképzési, alapképzési és mesterképzési szinteken, emellett minorszakokra is lehet jelentkezni. 1909-ben itt indult el az egyetem kooperációs képzési programja, melynek keretében a hallgatók a választott cégnél négy, hat vagy nyolc hónapos szakmai gyakorlatot végezhetnek el.

### Tanszékek
- Biomérnöki Tanszék
- Építő- és Környezetmérnöki Tanszék
- Gépész- és Üzemmérnöki Tanszék
- Vegyészmérnöki Tanszék
- Villamosmérnöki és Informatikai Tanszék

### Rangsorok
A főiskolát az USA mérnöki iskoláinak listáján a U.S. News & World Report 2022-ben a 31., a Business Insider 2015-ben pedig a 29. helyre sorolta.

## Fordítás
- Ez a szócikk részben vagy egészben  a   Northeastern University College of Engineering című angol Wikipédia-szócikk ezen változatának fordításán alapul.  Az eredeti cikk szerkesztőit annak laptörténete sorolja fel. Ez a jelzés csupán a megfogalmazás eredetét és a szerzői jogokat jelzi, nem szolgál a cikkben szereplő információk forrásmegjelöléseként.